# Eau Claire County
För andra betydelser, se Eau Claire (olika betydelser)
Eau Claire County är ett administrativt område i delstaten Wisconsin, USA, med 98 736 invånare. Den administrativa huvudorten (county seat) är Eau Claire. 

## Geografi
Enligt United States Census Bureau så har countyt en total area på 1 671 km². 1 651 km² av den arean är land och 20 km² är vatten. 

### Angränsande countyn
- Chippewa County - nord
- Clark County - öst
- Jackson County - sydost
- Trempealeau County - syd
- Buffalo County - sydväst
- Pepin County - väst
- Dunn County - väst